# Leptostomias gracilis
Leptostomias gracilis es una especie de pez de la familia Stomiidae en el orden de los Stomiiformes.

## Morfología
• Los machos pueden llegar alcanzar los 38 cm de longitud total.

## Hábitat
Es un pez de mar y de aguas  subtropicales.

## Distribución geográfica
Se encuentra en el  Atlántico oriental (desde las Islas Canarias hasta Angola -salvo el Golfo de Guinea -, entre 45 ° N y 50 ° N y, también, en Sudáfrica) y el noroeste del Pacífico.